# Incilius melanochlorus
Espèce
Synonymes
- Bufo melanochlorus Cope, 1877
- Bufo melanochloris Taylor, 1952

Statut de conservation UICN

 LC  : Préoccupation mineure
Incilius melanochlorus est une espèce d'amphibiens de la famille des Bufonidae.

## Répartition

Distribution

Cette espèce est endémique du centre de l'Amérique centrale. Elle se rencontre du niveau de la mer à 1 080 m d'altitude :
- au Costa Rica ;
- dans le nord du Panamá.

Sa présence est incertaine au Nicaragua.

## Publication originale
- Cope, 1878 "1877" : Tenth contribution to the herpetology of tropical America. Proceedings of the American Philosophical Society, vol. 17, p. 85–98 (texte intégral).